# Lin Sheng
Lin Sheng (chiń. 林声; ur. 5 stycznia 1994 w Fuzhou) – chińska szpadzistka, trzykrotna medalistka mistrzostw świata.
Podczas mistrzostw świata w Wuxi w 2018 roku Chinki w składzie: Lin Sheng, Sun Yiwen, Xu Chengzi i Zhu Mingye zdobyły brązowy medal w turnieju drużynowym. W tej samej konkurencji zdobyła również złoto na mistrzostwach świata w Budapeszcie w 2019 roku. W turnieju indywidualnym wywalczyła tam srebrny medal, przegrywając walkę finałową z reprezentującą Brazylię Nathalie Moellhausen.
Wystartowała na igrzyskach olimpijskich w Tokio w 2020 roku, gdzie drużynowo była czwarta, a indywidualnie dziewiąta.
Zdobyła ponadto złoty medal drużynowo na igrzyskach azjatyckich w Dżakarcie w 2018 roku.